# 大冯营汉墓
大冯营汉墓，位于中国河北省衡水市大冯营村，为衡水市深州市的一个省级文物保护单位，类型为古墓葬，公布时间为1993年7月15日。
大冯营汉墓的历史年代为汉代。